# Sertularella bipectinata
Sertularella bipectinata är en nässeldjursart som beskrevs av Vervoort 1993. Sertularella bipectinata ingår i släktet Sertularella och familjen Sertulariidae. Inga underarter finns listade i Catalogue of Life.